# Australia/New Zealand Cup w biegach narciarskich 2023
Australia/New Zealand Cup w biegach narciarskich 2023 – kolejna edycja tego cyklu zawodów. Rywalizacja rozpoczęła się 29 lipca 2023 r. w australijskim Perisher, a zakończyła 20 sierpnia tego samego roku w australijskim Falls Creek.
Obrońcami tytułu wśród kobiet i mężczyzn byli reprezentanci Australii: Katerina Paul i Seve de Campo. Oboje obronili wywalczone przed rokiem trofea.

## Kalendarz i wyniki

### Kobiety
| Lp. | Data             | Miejscowość | Dystans                       | 1. miejsce       | 2. miejsce       | 3. miejsce     |
| --- | ---------------- | ----------- | ----------------------------- | ---------------- | ---------------- | -------------- |
| 1.  | 29 lipca 2023    | Perisher    | Sprint s. klasycznym (1.2 km) | Katerina Paul    | Fabiana Wieser   | Emily Champion |
| 2.  | 30 lipca 2023    | Perisher    | 15 km s. dowolnym             | Darcie Morton    | Katerina Paul    | Fabiana Wieser |
| 3.  | 19 sierpnia 2023 | Falls Creek | Sprint s. dowolnym (1.1 km)   | Darcie Morton    | Flavia Lindegger | Katerina Paul  |
| 4.  | 20 sierpnia 2023 | Falls Creek | 10 km s. klasycznym           | Flavia Lindegger | Katerina Paul    | Darcie Morton  |

### Mężczyźni
| Lp. | Data             | Miejscowość | Dystans                       | 1. miejsce       | 2. miejsce      | 3. miejsce    |
| --- | ---------------- | ----------- | ----------------------------- | ---------------- | --------------- | ------------- |
| 1.  | 29 lipca 2023    | Perisher    | Sprint s. klasycznym (1.2 km) | Seve de Campo    | Fedele de Campo | Noah Bradford |
| 2.  | 30 lipca 2023    | Perisher    | 15 km s. dowolnym             | Seve de Campo    | Lauro Brändli   | Noah Bradford |
| 3.  | 19 sierpnia 2023 | Falls Creek | Sprint s. dowolnym (1.1 km)   | Christian Winker | Fabián Štoček   | Jayden Spring |
| 4.  | 20 sierpnia 2023 | Falls Creek | 10 km s. klasycznym           | Christian Winker | Fabián Štoček   | Lauro Brändli |

## Klasyfikacje
| Lp. | Zawodniczka      | Punkty |
| --- | ---------------- | ------ |
| 1.  | Katerina Paul    | 320    |
| 2.  | Darcie Morton    | 260    |
| 3.  | Flavia Lindegger | 180    |
| 4.  | Emily Champion   | 174    |
| 5.  | Fabiana Wieser   | 172    |
| 6.  | Rosie Franzke    | 155    |
| 7.  | Hannah Price     | 148    |
| 8.  | Ava McCann       | 120    |
| 9.  | Olivia Schubert  | 117    |
| 10. | Satara Moon      | 104    |

| Lp. | Zawodnik         | Punkty |
| --- | ---------------- | ------ |
| 1.  | Seve de Campo    | 265    |
| 2.  | Lauro Brändli    | 221    |
| 3.  | Noah Bradford    | 210    |
| 4.  | Christian Winker | 200    |
| 5.  | Fedele de Campo  | 192    |
| 6.  | Fabián Štoček    | 160    |
| 7.  | Jayden Spring    | 136    |
| 8.  | Phoenix Sparke   | 123    |
| 9.  | Charlie Hiam     | 111    |
| 10. | Adam Barnett     | 101    |